# Licenciado Antonio Zamora Arrioja
Licenciado Antonio Zamora Arrioja är en ort i Mexiko.   Den ligger i kommunen Huimanguillo och delstaten Tabasco, i den sydöstra delen av landet, 600 km öster om huvudstaden Mexico City. Licenciado Antonio Zamora Arrioja ligger 30 meter över havet och antalet invånare är 223.
Terrängen runt Licenciado Antonio Zamora Arrioja är mycket platt. Runt Licenciado Antonio Zamora Arrioja är det ganska glesbefolkat, med 45 invånare per kvadratkilometer. Närmaste större samhälle är Paso de la Mina 2da. Sección, 14,2 km nordväst om Licenciado Antonio Zamora Arrioja. Trakten runt Licenciado Antonio Zamora Arrioja består till största delen av jordbruksmark.